# Carolynne Cunningham
Carolynne Cunningham (geb. um 1955) ist eine australische Filmproduzentin. 
Cunningham ist am meisten für ihre Zusammenarbeit mit dem neuseeländischen Regisseur, Autor und Produzenten Peter Jackson bekannt. Mit ihm produzierte sie u. a. die Filme King Kong, District 9 und In meinem Himmel. Weiter ist sie auch als Drehbuchautorin tätig und schrieb so an den Drehbüchern der Filme Shine – Der Weg ins Licht, Pitch Black – Planet der Finsternis, Peter Pan und In meinem Himmel.

## Filmografie
- 2005: King Kong
- 2008: Crossing the Line
- 2009: District 9
- 2009: In meinem Himmel (The Lovely Bones)
- 2012: Der Hobbit: Eine unerwartete Reise (The Hobbit: An Unexpected Journey)
- 2013: Der Hobbit: Smaugs Einöde (The Hobbit: The Desolation of Smaug)
- 2014: Der Hobbit: Die Schlacht der Fünf Heere (The Hobbit: The Battle of the Five Armies)